# Popea Sabina Major
Popea Sabina Major (en llatí Poppaea Sabina) va ser una dama de l'aristocràcia romana que va viure sota el Principat. Va ser famosa per la seva bellesa.
Era filla de Gai Poppeu Sabí cònsol l'any 9. Es va casar amb Tit Ol·li, un amic de Sejà, que es va suïcidar (o potser va ser executat) quan Sejà va caure en desgràcia. Va ser mare de Popea Sabina, la futura emperadriu esposa de Neró. Després de la mort d'Ol·li es va casar amb Publi Corneli Lèntul Escipió, cònsol l'any 24, amb qui va tenir un fill Publi Corneli Escipió Asiàtic, cònsol l'any 68.
Va caure en desgràcia al regnat de l'emperador Claudi, quan la seva dona, Valèria Messalina va voler posseir els jardins de Luci Licini Lúcul·le, que llavors eren propietat de Publi Valeri Asiàtic. Messalina va fer córrer el rumor que Popea Sabina i Valeri eren amants, i va fer que el seu servent Suili acusés Publi Valeri de traïció i als dos d'adulteri. Asiàtic va ser jutjat en privat davant de l'emperador, i en lloc de declarar-lo culpable se li va permetre que es suïcidés. Mentrestant Messalina tenia agents que assetjaven Popea Sabina i l'amenaçaven amb la presó, cosa que va provocar que Popea també se suïcidés.